# منم گلم
منم گلم (انگلیسی: Me Too, Flower!؛ کره‌ای: 나도 꽃) یک مجموعه تلویزیونی محصول کره جنوبی سال ۲۰۱۱ با بازی لی جی آه و یون شی یون است. این مجموعه از ۹ نوامبر تا ۲۸ دسامبر ۲۰۱۱، روزهای چهارشنبه و پنجشنبه ساعت ۲۱:۵۵ (کی‌اس‌تی) از ام‌بی‌سی برای ۱۵ قسمت پخش شد.

## بازیگران
- لی جی آه در نقش چا بونگ سون[۵][۶][۷][۸][۹]
  - کیم سونگ کیونگ در نقش جوانی چا بونگ سون
- یون شی یون در نقش سو جه هی
- هان گو اون در نقش پارک هوا یونگ
- سو هیو ریم در نقش کیم دال